# Cloisonné

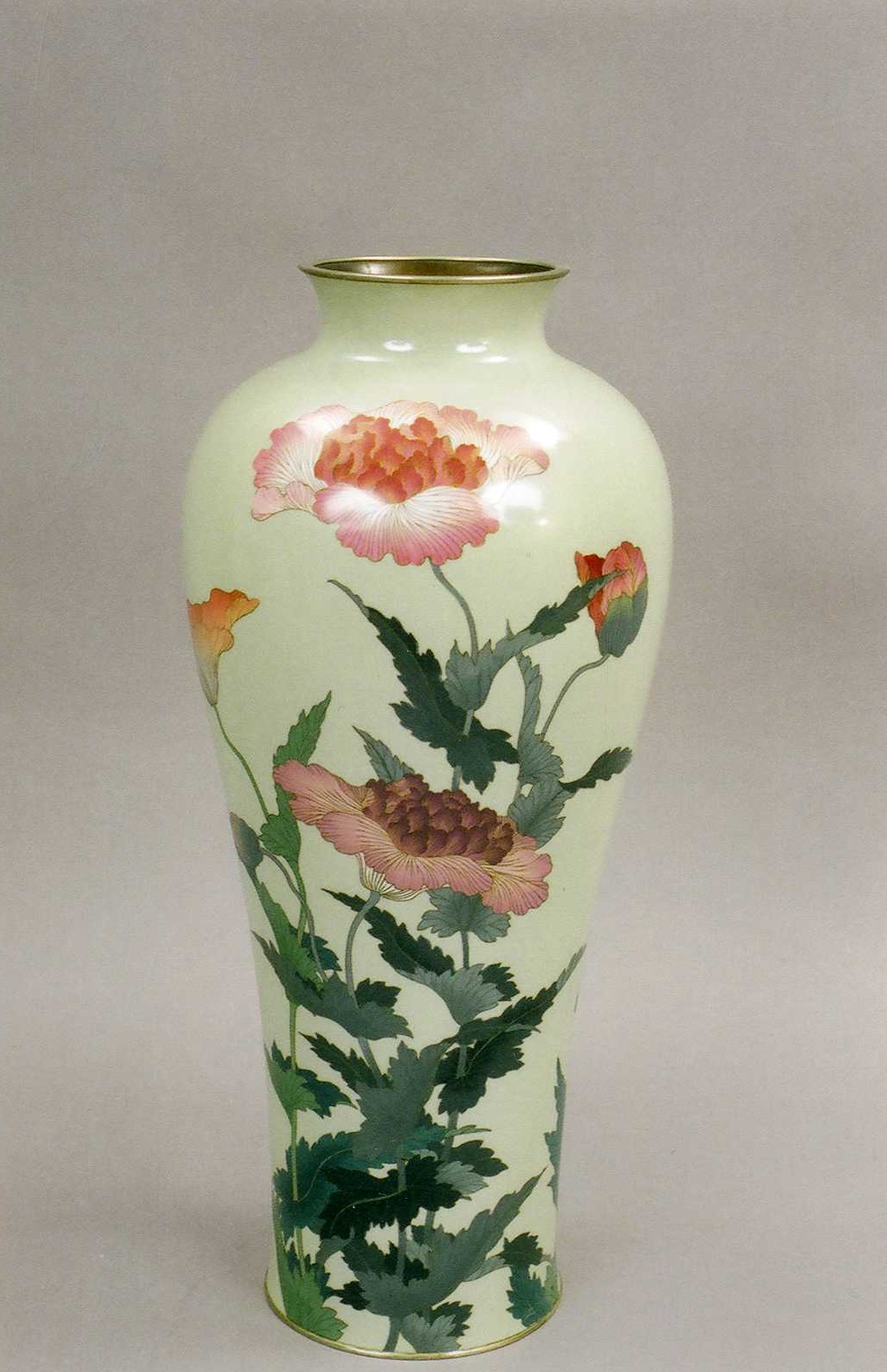
Wazon autorstwa Jinnoeia Ody, I poł. XX wieku, Muzeum Azji i Pacyfiku w Warszawie

Cloisonné (emaliowanie komórkowe) – technika zdobnicza polegająca na wypełnianiu różnokolorową emalią „komórek” powstałych na powierzchni zdobionego przedmiotu za pomocą przylutowanych cienkich blaszek lub drucików. 
Jedne z najstarszych przykładów przedmiotów ozdobionych tą techniką pochodzą z Cypru z końca II tysiąclecia p.n.e. Emalia komórkowa występuje też w sztuce chińskiej i japońskiej. 
Najstarsze zabytki pochodzą z epoki brązu. W Gruzji powstało w technice cloisonné wiele dzieł sztuki sakralnej, m.in. tryptyk Matki Boskiej z Chachuli.

## Galeria

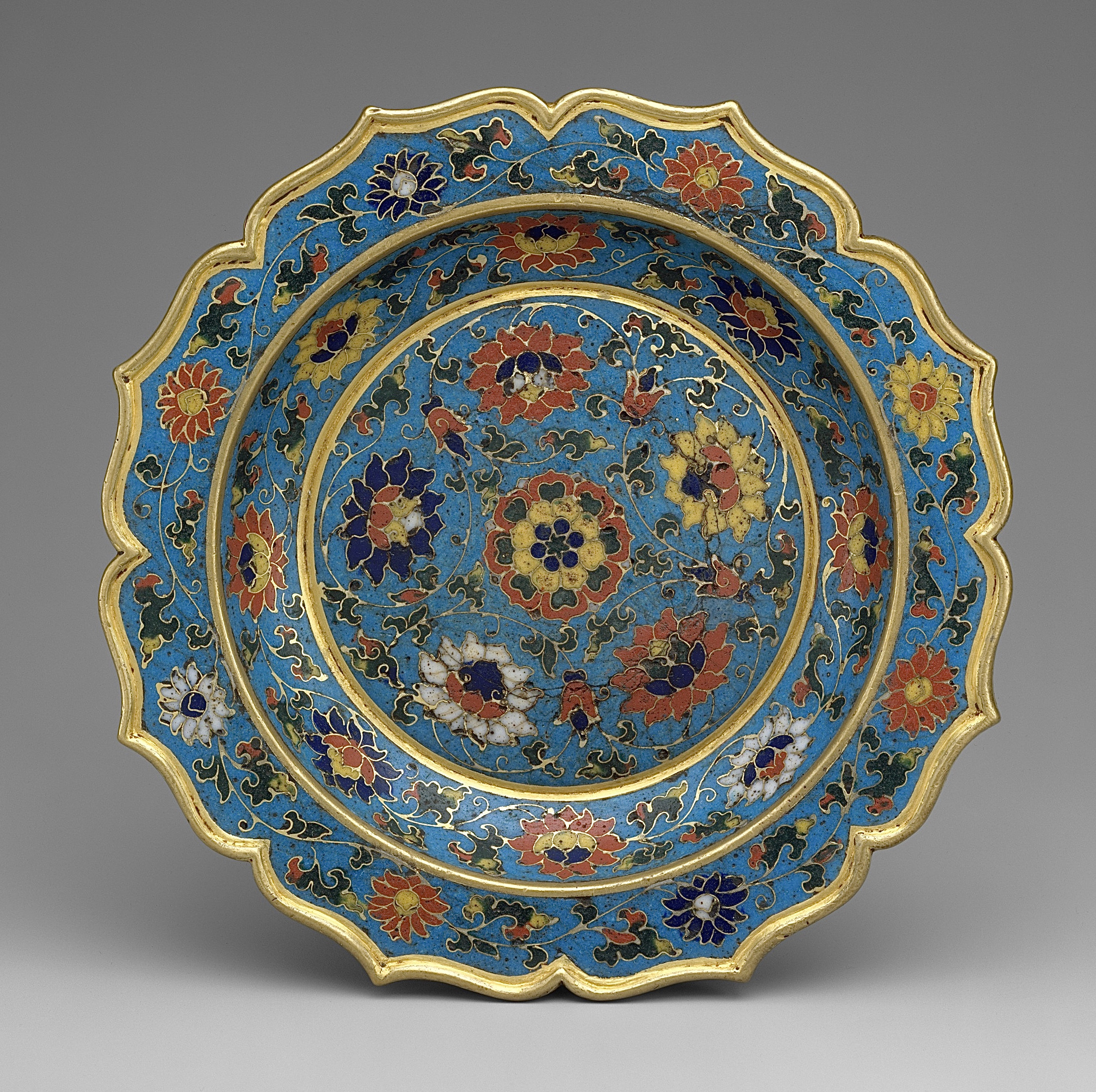
Talerz, wczesna dynastia Ming
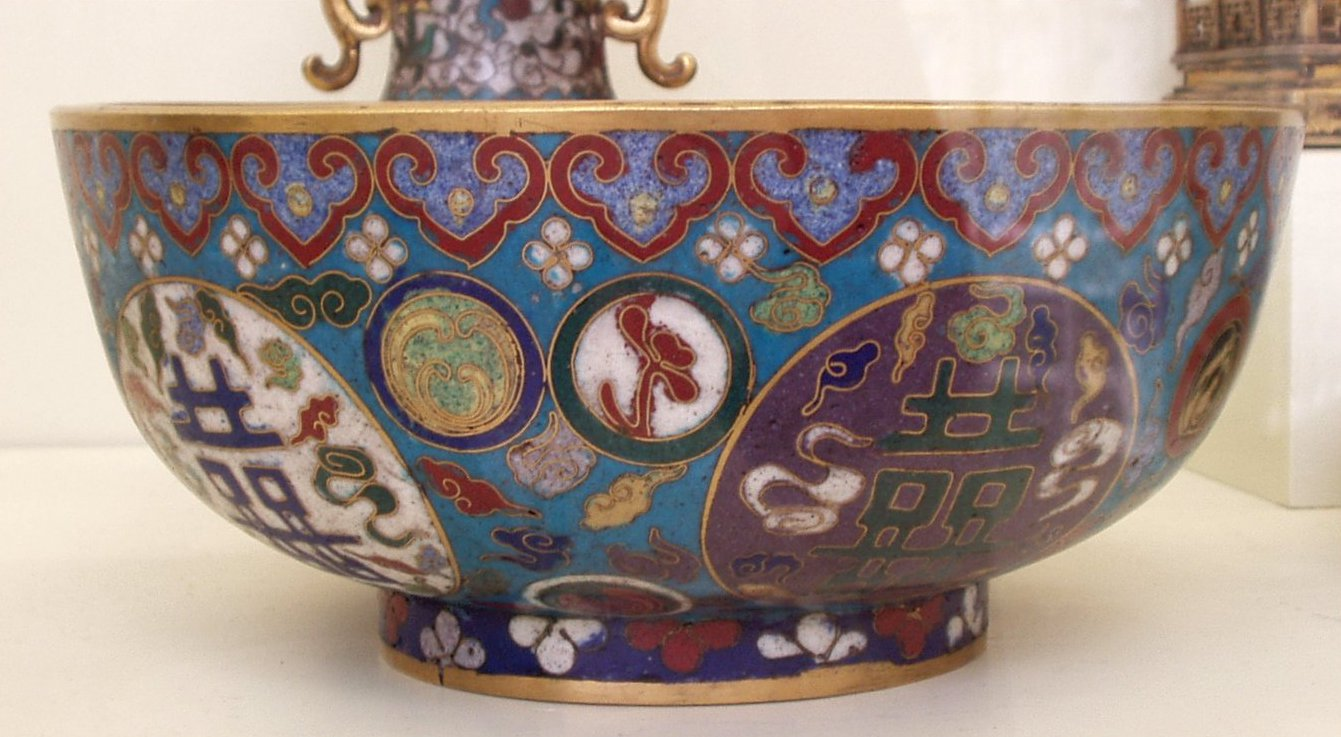
Waza chińska zdobiona techniką cloisonné
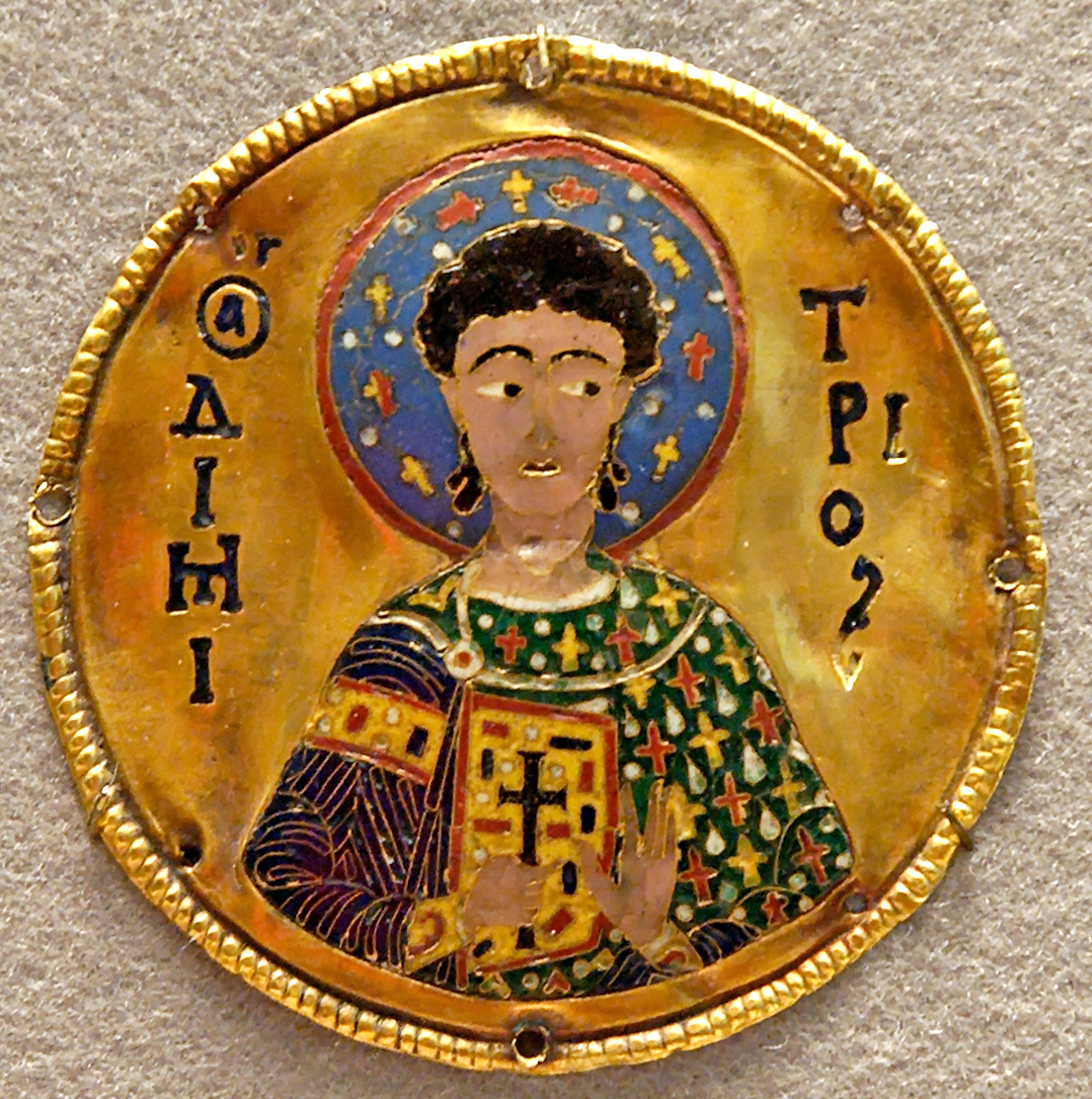
Św. Dymitr - emalia bizantyjska z gruzińskiego klasztoru Dżumati